# Atletiek op de Paralympische Zomerspelen 2024 - 5000 m mannen T13
De 5000 meter voor mannen klasse T13 op de Paralympische Zomerspelen 2024 vond plaats op 3 september in het Stade de France. Deze klasse is voor slechtziende atleten die meestal contouren kunnen herkennen op een afstand van 2 tot 6 meter. Atleten in deze categorie maken vaak geen gebruik van een gids. Dit is een gecombineerde klasse met T12. De winnaar van 2020 was Yassine Ouhdadi El Ataby uit Spanje, die in 2024 zijn titel wist te prolongeren. Aleksandr Kostin behaalde het zilver en Anton Kuliatin won de bronzen medaille.

## Records
Voorafgaand aan het toernooi waren dit de wereldrecords en Paralympische records.
| Wereldrecord        | T12 | Marokko El Amin Chentouf   | 13:53.76 | Londen         | 3 september 2012  |
| Paralympisch record | T12 | Marokko El Amin Chentouf   | 13:53.76 | Londen         | 3 september 2012  |
|                     |     |                            |          |                |                   |
| Wereldrecord        | T13 | Marokko Youssef Benibrahim | 14:20.69 | Londen         | 16 juli 2017      |
| Paralympisch record | T13 | Tunesië Bilel Aloui        | 14:33.33 | Rio de Janeiro | 15 september 2016 |

## Finale
| Rang   | Kl. | Naam                       | Naam | Tijd     | Bijz. |
| ------ | --- | -------------------------- | ---- | -------- | ----- |
| Goud   | T13 | Yassine Ouhdadi El Ataby   | ESP  | 15:50.64 |       |
| Zilver | T12 | Aleksandr Kostin           | NPA  | 15:52.36 |       |
| Brons  | T12 | Anton Kuliatin             | NPA  | 15:55.23 |       |
| T12    | 4   | Sixto Roman Moreta Criollo | ECU  | 16:06.79 |       |
| T13    | 5   | Guillaume Ouellet          | CAN  | 16:07.71 |       |
| T13    | 6   | John Lokedi                | KEN  | 16:10.06 |       |
| T13    | 7   | Mikail Al                  | TUR  | 16:12.45 |       |
| T12    | —   | Jaryd Clifford             | AUS  | DSQ      |       |